# Regional Internet Registry

Regional Internet Registry's

Een Regional Internet Registry (RIR) is een internationale organisatie die de toewijzing en registratie van internet nummer-hulpmiddelen overziet binnen een bepaald deel van de wereld. Hulpmiddelen zijn onder meer IP-adressen (zowel via IPv4 als via IPv6) en een autonome systeemnummers (voor gebruik bij BGP-verkeer).
Er zijn thans (2009) vijf RIR's actief:
- American Registry for Internet Numbers (ARIN)[1] voor Noord-Amerika en delen van de Caraïben.
- RIPE Network Coordination Centre (RIPE NCC)[2] voor Europa, het Midden-Oosten en Centraal-Azië
- Asia-Pacific Network Information Centre (APNIC)[3] voor Azië en de Pacific regio
- Latin American and Caribbean Internet Addresses Registry (LACNIC)[4] voor Latijns-Amerika en delen van de Caraïben.
- African Network Information Centre (AfriNIC)[5] voor Afrika

## De relatie tussen RIR's en IANA
De Internet Assigned Numbers Authority (IANA) delegeert de internet-hulpmiddelen naar de RIR's die op hun beurt de hulpmiddelen delegeren naar hun klanten overeenkomstig de regionale regels. De klanten van een RIR kunnen zowel Internetproviders (ISP) en eindgebruiker-organisaties zijn.
Gezamenlijk nemen de RIR's deel aan de Number Resource Organisation (NRO), een organisatie opgericht om hun collectieve belangen te behartigen, gezamenlijke activiteiten te ondernemen en hun activiteiten wereldwijd af te stemmen. De NRO is een overeenkomst aangegaan met de ICANN for de oprichting van de Address Supporting Organisation (ASO) die de coördinatie van de wereldwijde IP-adressering richtlijnen gaat verzorgen binnen ICANN-verband.

## Number Resource Organization
De Number Resource Organisation (NRO) is samenwerkingsverband van de vijf RIR's. Het ging van start in 2003, toen de vier toen bestaande RIR's een overeenkomst tekenden teneinde gezamenlijke activiteiten (waaronder gezamenlijke technische projecten) en richtlijncoördinatie te ondernemen.
AfriNIC trad gelijk bij haar oprichting op 25 april 2005 toe tot de NRO.
De voornaamste doelstellingen van de NRO zijn:
- het bewaken van de voorraad niet-toegewezen IP-adressen
- het promoten en bewaken van de bottom-up praktijk voor het ontwikkelen van nieuwe richtlijnen voor Internet
- optreden als centraal punt voor het verzamelen van de reacties over en ten bate het RIR-systeem vanuit de Internet community.